# Emir Granov
Emir Granov (Szarajevó, 1976. február 17. –) egykori bosnyák válogatott labdarúgó.

## Mérkőzései a bosnyák válogatottban
| #  | Dátum               | Ellenfél                | Eredmény | Kiírás                                            | Esemény    |
| -- | ------------------- | ----------------------- | -------- | ------------------------------------------------- | ---------- |
| 1. | 1999. augusztus 18. | Liechtenstein           | 0 – 0    | barátságos mérkőzés                               | 46'        |
| 2. | 2001. június 20.    | Szlovák liga-válogatott | 1 – 0    | Merdeka-torna csoportkör (nem-hivatalos mérkőzés) | becserélve |
| 3. | 2001. június 23.    | Bahrein                 | 1 – 0    | Merdeka-torna csoportkör                          | lecserélve |
| 4. | 2001. június 24.    | Malajzia                | 2 – 2    | Merdeka-torna csoportkör                          |            |
| 5. | 2001. június 27.    | Malajzia U23            | 2 – 0    | Merdeka-torna elődöntő (nem-hivatalos mérkőzés)   | 70'        |
| 6. | 2001. június 30.    | Üzbegisztán             | 1 – 2    | Merdeka-torna döntő                               | 46'        |

## Fordítás
- Ez a szócikk részben vagy egészben  az   Emir Granov című angol Wikipédia-szócikk fordításán alapul.  Az eredeti cikk szerkesztőit annak laptörténete sorolja fel. Ez a jelzés csupán a megfogalmazás eredetét és a szerzői jogokat jelzi, nem szolgál a cikkben szereplő információk forrásmegjelöléseként.